# Usagi Tsukino
Usagi Tsukino (月野 うさぎ Tsukino Usagi?, Serena Tsukino în varianta tradusă în Engleză) este un personaj fictiv, principalul protagonist și eponim al seriei anime și manga Sailor Moon creată de Naoko Takeuchi. Ea are puterea de a se transforma în Sailor Moon (セーラームーン Sērā Mūn?), liderul principalelor eroine, cunoscute ca Sailor Senshi.
Datorită popularității seriei în multe țări, dar și a frizurii distincte odango, ea este unul dintre cele mai ușor de recunoscut și emblematic personaj anime din lume. Este singurul personaj ce apare în toate cele 200 de episoade ale anime-ului, și este prezentă în toate cele 52 de acte ale seriei manga, precum și cele 51 de acte ale seriei tv live-action.
Serena, numele lui Usagi din varianta în engleză a seriei, este derivat din "Serenity," numele folosit de Usagi în viața sa anterioară. În manga tradusă în engleza, ea este strigată mai mult după porecla Bunny (Iepuraș), care este traducerea literală a cuvântului usagi. Prietenul ei, Mamoru Chiba, i se adresează folosind "Usako" (care este un diminutiv, sufixul -ko traducându-se drept "copil").

## Profil
Numele său înseamnă Iepurele Lunii. Hobby-urile sale sunt jocurile video și cumpărăturile. Îi plac foarte mult înghețata și prăjiturile și urăște morcovii. Materia favorită de la școală este economia și nu suportă matematica. Viseaza să fie o mireasă frumoasă.Usagi se caracterizează prin sentimentele sale de iubire și dorința de a aduce lumii pace. Ea este Sailor Moon și Prințesa Serenity din Imperiul Mileniului de Argint de pe Lună.
- Nume: Usagi Tsukino

- Specie: Uman (care cupinde un spirit planetar)

- Sex: Feminin

- Ocupatie: Studenta, Sailor Senshi

- Prima aparitie anime: Episodul 1

- Ultima aparitie anime: Episodul 200

- Prima aparitie manga: Actul 1

- Ultima aparitie manga: Actul 52

- Prima aparitie PGSM: Actul 1 Eu sunt Sailor Moon[3][4]

## Aspect
Usagi este o adolescentă Sailor Senshi tânără, iar în Material Collection este remarcat faptul că este puțin "dolofană". În anime și manga, ea avea ochii albaștri și păr blond prins în două cozi (stil denumit odango). În seria live-action, ea a avut părul negru și ochii căprui. Uniforma școlară purtată de Usagi includea și o fustă plisată de culoare albastră care avea la rândul ei o panglică albastră la spate. Un guler albastru cu două dungi albe în stil marinăresc completau uniforma acesteia. Ea are o panglică roșie în formă de fundă pe uniforma ei pe care își leagă broșa. Ținuta obligatorie se termină cu două mâneci albe și manșete albastre care au de asemenea dungi albe precum gulerul. Ea poartă de obicei șosete albe și pantofi negri. În Sailor Stars, Usagi poartă o uniformă bleumarin de liceu care este însoțită de un guler blumarin cu dungi roșiie în stil marinăresc. Uniforma ei este tot bleumarin, dar cu mâneci albastre și dungi roșii. Pantofii ei rămân neschimbați.

## Personalitate
Usagi este un pic egoistă și mai mult plângăcioasă, leneșă, lipsită de tact și o escroacă academică. Ea este de asemenea un bucătar teribil așa cum se portretizează în unele serii. Ea are tendința de a fi geloasă și posesivă cu Mamoru, așa cum se poate observa în episodul 136. Cu toate acestea, s-a demonstrat că ea poartă o grijă foarte mare și profundă pentru prieteni și familie. Ea este de încredere, dar totodată are și o fire naivă ceea ce reiese din actiunle sale. Astfel, de multe ori ea își pune încrederea în diferite personaje fără să le pună la îndoială caracterul. Ea nu a crezut în uciderea oameniilor nevinovați chiar și atunci când aceștia au fost transformați în monștri. Ea a căutat întotdeauna modalități de a-i vindeca. Pe parcursul seriei, Usagi s-a maturizat mult, chiar dacă este predispusă la unele comportamente copilărești. În final, ea a devenit o femeie tânără capabilă.

## Familia
Usagi trăiește cu familia sa în Azabu-Juuban districtul din Tokyo. Mama ei, Ikuko, este o gospodină care are o relație bună cu fiica sa. Cu toate aceste, când vine vorba de studii, Ikuko este mereu dezamăgită de performanța școlară a lui Usagi. Tatăl ei, Kenji, este un editor de revistă, care, într-o anumită măsură, o consideră în continuare pe Usagi o fetiță, de pildă,episodul în care el a fost îngrozit când a aflat că ea iese la întâlniri cu băieții. Usagi este singura Senshi care are doar un frate.Cei doi au o relație tipică frate-soră; afectuasă, dar și marcată de rivalități. Shingo adesea este de partea lui Chibiusa în ceea ce o privește pe Usagi. Chibiusa este fiica din viitor a lui Usagi și Mamoru. În viitor, Chibiusa o respectă și o adoră pe mama ei, dar în secolul 20, ea și Usagi au mai mult relație de surori certărețe, decât una de mamă-fiică. Când Usagi a aflat de trecutul ei, a întâlnit-o de asemenea pe mama ei adevărată, Regina Serenity, sau cel puțin spiritul ei. A iubit-o foarte mult, deși nu au avut o relație puternică. Aparițiile ei limitate au avut loc în mare parte în subconștientul lui Usagi (în anime) sau în Palatul Lunii de pe calculator (în manga). În povetea Sailor Moon paralel, ea și Mamoru au avut o a doua fiică numită Kousagi Tsukino.